# Philip Marlowe
Pour les articles homonymes, voir Marlowe.
Pour l’article ayant un titre homophone, voir Philippe Marlaud.
Philip Marlowe est un personnage de détective privé, créé par Raymond Chandler, dans la série de romans policiers incluant Le Grand Sommeil. Il a été baptisé par son créateur en hommage au dramaturge élisabéthain Christopher Marlowe.
La première apparition de Marlowe a lieu dans une nouvelle appelée Finger Man, publiée en 1934 dans laquelle Chandler n’a pas encore développé son style caractéristique et Marlowe est difficile à distinguer des autres personnages de l'auteur, comme Johnny Dalmas. De plus, contrairement aux romans suivants où Marlowe habite à Los Angeles, Finger Man se passe dans une ville fictive appelée San Angelo.
Le personnage de Marlowe est typique de ce genre de roman noir initié par Dashiell Hammett et le magazine Black Mask dans les années 1920 où le détective privé est un observateur cynique et pessimiste d’une société corrompue. Toutefois, l’attrait durable de Marlowe (et d’autres « durs à cuire » comme le Sam Spade de Hammett) tient dans leur idéalisme terni.
Sous des dehors de détective bagarreur, cynique, fripé et imbibé, Philip Marlowe est souvent contemplatif et philosophe. Il apprécie les échecs et la poésie, écoute des concertos de Bartók, est fasciné (dans The Long Goodbye) par le romancier Roger Wade.
Lorsqu'il n'a pas d'autre possibilité, il lui arrive d'utiliser la violence pour atteindre son but. La corruption généralisée de la société californienne des années 1940, tout particulièrement celle des politiciens et des policiers, l’écœure profondément. Moralement intègre, il ne se laisse pas embobiner par les habituelles femmes fatales, comme Carmen Sternwood dans Le Grand Sommeil. Comme l’écrit Chandler à propos de son détective, « Je pense qu’il peut séduire une duchesse et je suis quasiment sûr qu’il ne toucherait pas à une vierge ».
Philip Marlowe est le héros de tous les romans publiés par Chandler et de cinq nouvelles, dont une seule, Le Crayon, a été rédigée après la publication des romans.
Au cinéma ou à la télévision, il a été successivement incarné par Dick Powell, Humphrey Bogart, Robert Montgomery, George Montgomery, Zachary Scott, Philip Carey, Edward Judd, James Garner, Elliott Gould, Robert Mitchum, David Garrison, Powers Boothe, Danny Glover, James Caan, Tomáš Hanák, Jason O'Mara et Liam Neeson. Les incarnations de Bogart et Mitchum sont demeurées tout particulièrement célèbres.
Marlowe est un personnage si complexe et attrayant qu’il est apparu dans les romans et les nouvelles d’autres écrivains que Raymond Chandler.
Milton Lesser a pris le pseudonyme de Stephen Marlowe en hommage à Chandler et son personnage et un jeune écrivain italien, Mauro Caliendo, a adopté le pseudonyme « Philip Marlowe » pour signer certaines de ses premières œuvres.
Philip Marlowe ne doit pas être confondu avec l'acteur français Philippe Marlaud dont le prénom et le nom constituent un homonyme phonétique.

## SériePhilip Marlowe

### Romans
1. The Big Sleep (1939). Roman fondé sur les nouvelles "Killer in the Rain" (1935) et "The Curtain" (1936). Publié en français sous le titre Le Grand Sommeil, traduit par Boris Vian, Paris, Gallimard, Série noire no 13, 1948 ;  réédition, Paris, Gallimard, La Poche noire no 26, 1967 ; réédition Paris, Gallimard, Carré noir no 106, 1973 ; Paris, Gallimard, Bibliothèque noire, 1992 ; réédition, Paris, Gallimard, Folio no 1865, 1987 ; réédition, Paris, Gallimard, Folio policier no 13, 1998
2. Farewell, My Lovely (1940). Roman fondé sur les nouvelles "The Man Who Liked Dogs" (1936), "Try The Girl" (1937) et "Mandarin's Jade" (1937). Publié en français sous le titre Adieu, ma jolie, traduit par Geneviève de Genevraye, Paris, Gallimard, Série noire no 12, 1948 ; réédition, Paris, Gallimard, La Poche noire no 2, 1967 ; réédition, Paris, Gallimard, Carré noir no 135, 1973 ; réédition, Paris, Gallimard, Bibliothèque noire, 1988 ; réédition, Paris, Gallimard, Folio no 1991, 1988 ; réédition, Paris, Gallimard, Folio policier no 123, 2000
3. The High Window (1942). Roman fondé sur les nouvelles "Bay City Blues" (1938) et "The Lady in The Lake" (1939). Publié en français sous le titre La Grande Fenêtre, traduit par Renée Vavasseur et Marcel Duhamel, Paris, Gallimard, Série noire no 45, 1949 ; réédition, Paris, Gallimard, La Poche noire no 65, 1969 ; réédition, Paris, Gallimard, Carré noir no 305, 1979 ; réédition, Paris, Gallimard, Bibliothèque noire, 1992 ; réédition, Paris, Gallimard, Folio no 2015, 1984 ; réédition, Paris, Gallimard, Folio policier no 78, 1999
4. The Lady in the Lake (1943). Roman fondé sur les nouvelles "Bay City Blues" (1938), The Lady in The Lake (1939) et No Crime in The Mountains (1941). Publié en français sous le titre La Dame du lac, traduit par Boris et Michèle Vian, Paris, Gallimard, Série noire no 8, 1948 ; réédition, Paris, Gallimard, La Poche noire no 47, 1968 ; réédition, Paris, Gallimard, Carré noir no 297, 1979 ; réédition, Paris, Gallimard, Bibliothèque noire, 1988 ; réédition, Paris, Gallimard, Folio no 1943, 1988 ; réédition, Paris, Gallimard, Folio Plus no 43, 1998 ; réédition, Paris, Gallimard, Folio policier no 138, 2000
5. The Little Sister (1949). Quelques passages fondés sur la nouvelle "Bay City Blues" (1938) Publié en français sous le titre Fais pas ta rosière !, traduit par Simone Jacquemont et J.G. Marquet, Paris, Gallimard, Série noire no 64, 1950 ; réédition, Paris, Gallimard, La Poche noire no 141, 1971 ; réédition, Paris, Gallimard, Carré noir no 254, 1977 ; réédition, Paris, Gallimard, Bibliothèque noire, 1992 ; réédition, Paris, Gallimard, Folio no 1799, 1987 ; réédition, Paris, Gallimard, Folio policier no 35, 1998 Publié en français sous le titre La Petite Sœur dans une traduction entièrement revue et complétée par Cyril Laumonier, dans Les Enquêtes de Philip Marlowe, Paris, Gallimard, Quarto, 2013
6. The Long Goodbye (1953 en G.-B.), (1954 aux É.-U.) Publié en français sous le titre Sur un air de navaja, traduit dans une version tronquée par Henri Robillot et Janine Hérisson, Paris, Gallimard, Série noire no 221, 1954 ; réédition Paris, La Poche noire no 80, 1969 ; Paris, Gallimard, Carré noir no 315, 1979 ; Paris, Gallimard, Folio no 1849, 1987 Publié en français sous le titre The Long Goodbye dans une traduction intégrale de Henri Robillot et Janine Hérisson, Paris, Gallimard, coll. La Noire, 1992 ; réédition, Paris, Gallimard, Série noire no 2700, 2004 ; réédition, Paris, Gallimard, Folio policier no 524, 2008
7. Playback (1958). Roman fondé sur un scénario non-produit. Publié en français sous le titre Charade pour écroulés, traduit par Chantal Wourgaft, Paris, Gallimard, Série noire no 515, 1959 ; réédition, Paris, Gallimard, Poche noire no 129, 1970 ; réédition, Paris, Gallimard, Carré noir no 324, 1979 ; réédition, Paris, Gallimard, Bibliothèque noire, 1988 ; réédition, Paris, Gallimard, Folio no 2289, 1991 ; réédition, Paris, Gallimard, Folio policier no 57, 1999Tous les romans ont été republiés par Gallimard dans la collection Quarto en 2013 sous le titre Les Enquêtes de Philip Marlowe, tous complétés et retraduits (les versions de la Série noire étant incomplètes pour des raisons éditoriales). Seules les versions historiques - traductions de Boris Vian - du Grand Sommeil et de La Dame du lac ont été conservées.
8. Poodle Springs (1959). Roman inachevé ; complété par Robert B. Parker en 1989. Publié en français sous le titre Marlowe emménage, Paris, Gallimard, 1990
9. The Black-Eyed Blonde (2014) par John Banville alias Benjamin Black Publié en français sous le titre La Blonde aux yeux noirs, traduit par Michèle Albaret-Maatsch, Paris, Paris, Robert Laffont, 2015 ; réédition, Paris, 10/18 no 5031, 2016  (ISBN 978-2-264-06379-3)

### Nouvelles
- Finger Man (1934) - traduction française : L'Indic
- Goldfish (1936) - traduction française : Poissons rouges
- Red Wind (1938) - traductions française : Vent rouge
- Trouble is My Business (1939) - traduction française : Les Ennuis, c'est mon problème
- The Pencil (1961), première version publiée sous le titre Marlowe Takes on the Syndicate (1959) - traduction française : Le Crayon

Note : Toutes les nouvelles de Chandler ont été réunies en français en un seul volume dans des traductions nouvelles ou révisées aux éditions Omnibus en 2009.

## Listes des films où apparaît Philip Marlowe
- 1944 : Adieu, ma belle (Murder, My Sweet) d'Edward Dmytryk, interprété par Dick Powell
- 1946 : Le Grand Sommeil (The Big Sleep) de Howard Hawks, interprété par Humphrey Bogart
- 1947 : La Dame du lac (Lady in the Lake) de et avec Robert Montgomery qui interprète Marlowe
- 1947 : La Pièce maudite (The Brasher Doubloon) de John Brahm, interprété par George Montgomery (d'après le roman The High Window)
- 1969 : La Valse des truands (Marlowe) de Paul Bogart, interprété par James Garner (d'après le roman The Little Sister)
- 1973 : Le Privé (The Long Goodbye) de Robert Altman, interprété par Elliott Gould
- 1975 : Adieu ma jolie (Farewell, My Lovely) de Dick Richards, interprété par Robert Mitchum
- 1978 : Le Grand Sommeil (The Big Sleep) de Michael Winner, interprété par Robert Mitchum
- 1998 : Embrouille à Poodle Springs de Bob Rafelson, interprété par James Caan
- 2003 : Mazany Filip de Václav Marhoul, interprété par Tomas Hanak
- 2022 : Marlowe de Neil Jordan, interprété par Liam Neeson (d'après le roman The Black-Eyed Blonde de John Banville)

Note : Marlowe est aussi apparu dans plusieurs téléfilms et surtout dans les séries télévisées : Philip Marlowe (1959-1960), avec Philip Carey ; et Philip Marlowe, détective privé (1983-1986), avec Powers Boothe.